# Ганс Гатебур
Ганс Гатебур (нід. Hans Hateboer, нар. 9 січня 1994, Берта) — нідерландський футболіст, захисник французького клубу «Ренн».

## Клубна кар'єра
Народився 9 січня 1994 року в місті Берта. Вихованець футбольної школи клубу «Гронінген». 18 січня 2014 року в матчі проти «Валвейка» він дебютував у Ередівізі у складі основної команди. 18 травня в поєдинку проти АЗ Ганс забив свій перший гол за «Гронінген». У 2015 році він допоміг клубу виграти Кубок Нідерландів. Загалом у рідній команді провів чотири сезони, взявши участь у 87 матчах чемпіонату. Більшість часу, проведеного у складі «Гронінгена», був основним гравцем захисту команди.
На початку 2017 року Гатебур перейшов в італійськиу «Аталанту». 19 березня у матчі проти «Пескари» він дебютував у італійської Серії A. 20 серпня 2018 року в поєдинку проти «Фрозіноне» Ганс забив свій перший гол за «Аталанту».
6 серпня 2024 року підписав угоду на два роки з французьким «Ренном».

## Виступи за збірні
Протягом 2014—2015 років залучався до складу молодіжної збірної Нідерландів. На молодіжному рівні зіграв в 11 офіційних матчах, забив 2 голи.
23 березня 2018 року дебютував в офіційних іграх у складі національної збірної Нідерландів в товариському матчі проти збірної Англії.
Влітку 2019 року був включений у фінальну заявку збірної на Фінал чотирьох Ліги націй УЄФА 2019 року, замінивши травмованого Кенні Тете.

## Титули і досягнення
- Володар Кубка Нідерландів (1):

«Гронінген»: 2014–15
- Переможець Ліги Європи УЄФА (1):

«Аталанта»: 2023–24
| Дата       | Місто     | Господарі            | Результат | Гості                | Турнір                               | Голи | Примітки  |
| ---------- | --------- | -------------------- | --------- | -------------------- | ------------------------------------ | ---- | --------- |
| 23-3-2018  | Амстердам | Нідерланди           | 0 – 1     | Англія               | товариський матч                     | -    |           |
| 4-6-2018   | Турин     | Італія               | 1 – 1     | Нідерланди           | товариський матч                     | -    | 46'       |
| 16-10-2018 | Брюссель  | Бельгія              | 1 – 1     | Нідерланди           | товариський матч                     | -    | 46' 90+2' |
| 4-9-2020   | Амстердам | Нідерланди           | 1 – 0     | Польща               | Ліга націй УЄФА 2020-2021 - 1-й етап | -    |           |
| 7-9-2020   | Амстердам | Нідерланди           | 0 – 1     | Італія               | Ліга націй УЄФА 2020-2021 - 1-й етап | -    | 70'       |
| 7-10-2020  | Амстердам | Нідерланди           | 0 – 1     | Мексика              | товариський матч                     | -    |           |
| 11-10-2020 | Зениця    | Боснія і Герцеговина | 0 – 0     | Нідерланди           | Ліга націй УЄФА 2020-2021 - 1-й етап | -    | 70'       |
| 14-10-2020 | Мілан     | Італія               | 1 – 1     | Нідерланди           | Ліга націй УЄФА 2020-2021 - 1-й етап | -    |           |
| 11-11-2020 | Амстердам | Нідерланди           | 1 – 1     | Іспанія              | товариський матч                     | -    | 46'       |
| 15-11-2020 | Амстердам | Нідерланди           | 3 – 1     | Боснія і Герцеговина | Ліга націй УЄФА 2020-2021 - 1-й етап | -    | 64'       |
| 18-11-2020 | Хожув     | Польща               | 1 – 2     | Нідерланди           | Ліга націй УЄФА 2020-2021 - 1-й етап | -    | 57'       |
| 8-6-2022   | Кардіфф   | Уельс                | 1 – 2     | Нідерланди           | Ліга націй УЄФА 2022-2023 - 1-й етап | -    |           |
| 14-6-2022  | Роттердам | Нідерланди           | 3 – 2     | Уельс                | Ліга націй УЄФА 2022-2023 - 1-й етап | -    | 46'       |
| Усього     |           | Матчів               | 13        |                      | Голів                                | 0    |           |